# 坂上弘
坂上 弘（さかがみ ひろし、1936年2月13日 - 2021年8月16日）は、日本の小説家。位階は従四位。日本芸術院会員。

## 来歴・人物
東京府東京市赤坂区生まれ。父は三重県四日市市の出身で当時日本銀行に勤務。母は埼玉県入間郡出身。
1942年、赤坂区立青南国民学校へ入学。1943年父の転勤により熊本市立白川国民学校に編入学。1946年青南小学校に戻る。
1948年、父の転勤により、鹿児島市立清水中学校へ入学。父の転勤で再び上京。1950年港区立青山中学校に編入学。1951年東京都立日比谷高等学校へ入学。1954年慶應義塾大学文学部哲学科へ入学。1960年理研光学工業（現・リコー）に入社。 
慶大在学中1955年春「三田文学」の編集担当であった山川方夫に小説を書くように勧められ、「息子と恋人」を「三田文学」に発表。同作はこの年上半期芥川賞候補作となった。当時19歳で、いわゆる10代候補の先駆けとされた。1959年に「ある秋の出来事」で中央公論新人賞を受賞（芥川賞候補作）。リコー勤務を続けながら作家活動を行い、サラリーマン作家といわれた。
1961年には自身が描き下ろした小説「ある休暇」を、自らが脚本を担当して東京放送（現：TBSテレビ）「東芝日曜劇場」にてドラマ化し（制作はRKB毎日放送が担当）放映された。
また1977年、後藤明生、高井有一、古井由吉と共に季刊同人誌「文体」を創刊。「内向の世代」の作家の一人である。
1995年10月リコーを退社、顧問に就任。同月、慶應通信株式会社（現、慶應義塾大学出版会）取締役社長に就任（2007年から会長）。2004年4月紫綬褒章受章。2006年6月日本文藝家協会理事長に就任（2010年6月まで）。2008年12月日本芸術院会員。慶應義塾評議員。2011年日本近代文学館理事長。2019年11月旭日中綬章受章。
2021年8月16日、がんにより千葉県内の病院で死去した。85歳没。叙従四位。

## 受賞歴
- 1981年、『初めの愛』で芸術選奨新人賞
- 1992年、『優しい碇泊地』で2月第43回読売文学賞および3月芸術選奨文部大臣賞
- 1992年11月、『田園風景』で第45回野間文芸賞
- 1997年4月、短編「台所」で第24回川端康成文学賞
- 2019年11月、旭日中綬章受章

## 著書
- 『ある秋の出来事』中央公論社 1960 のち文庫
- 『澄んだ日』河出書房新社 1960
- 『野菜売りの声』河出書房新社 1970
- 『早春の記憶』新潮社 1971 のち集英社文庫
- 『朝の村』冬樹社 1971
- 『新鋭作家叢書　坂上弘集』河出書房新社 1972
- 『百日の後』講談社 1972  のち文芸文庫
- 『枇杷の季節』講談社 1974　のち文庫
- 『藁のおとし穴』河出書房新社 1974
- 『結末の美しさ』冬樹社 1974
- 『優しい人々』河出書房新社 1976 のち講談社文庫
- 『遅い帰りの道で』旺文社文庫 1978
- 『遠い国・遠い言葉』小沢書店 1979
- 『故人』平凡社 1979　のち講談社文芸文庫（山川方夫の死を描いたもの）
- 『初めの愛』講談社 1980 のち文庫
- 『遠足の秋』平凡社 1980
- 『私の旅行鞄から ソヴェト紀行』講談社 1983
- 『杞憂夢』講談社 1984
- 『突堤のある風景』福武書店 1989
- 『優しい碇泊地』福武書店 1991
- 『田園風景』講談社 1992　のち2008年講談社文芸文庫
- 『残照の山を降りて』講談社 1995
- 『台所』新潮社 1997
- 『啓太の選択』講談社 1998
- 『近くて遠い旅』中央公論新社 2002
- 『眠らんかな』講談社 2003

## 百科事典
『世界大百科事典』の「山川方夫」の項目を執筆した。